# 커터칼
커터칼(영어: utility knife, snap-off blade cutter, boxcutter, stanley knife)은 종이 등을 자를 때 사용하는 칼의 일종으로 긴 칼집에 칼날이 들어 있고, 긴 칼날의 일부를 꺾어 잘라내는 방식으로 계속 사용할 수 있도록 만든 것이다.

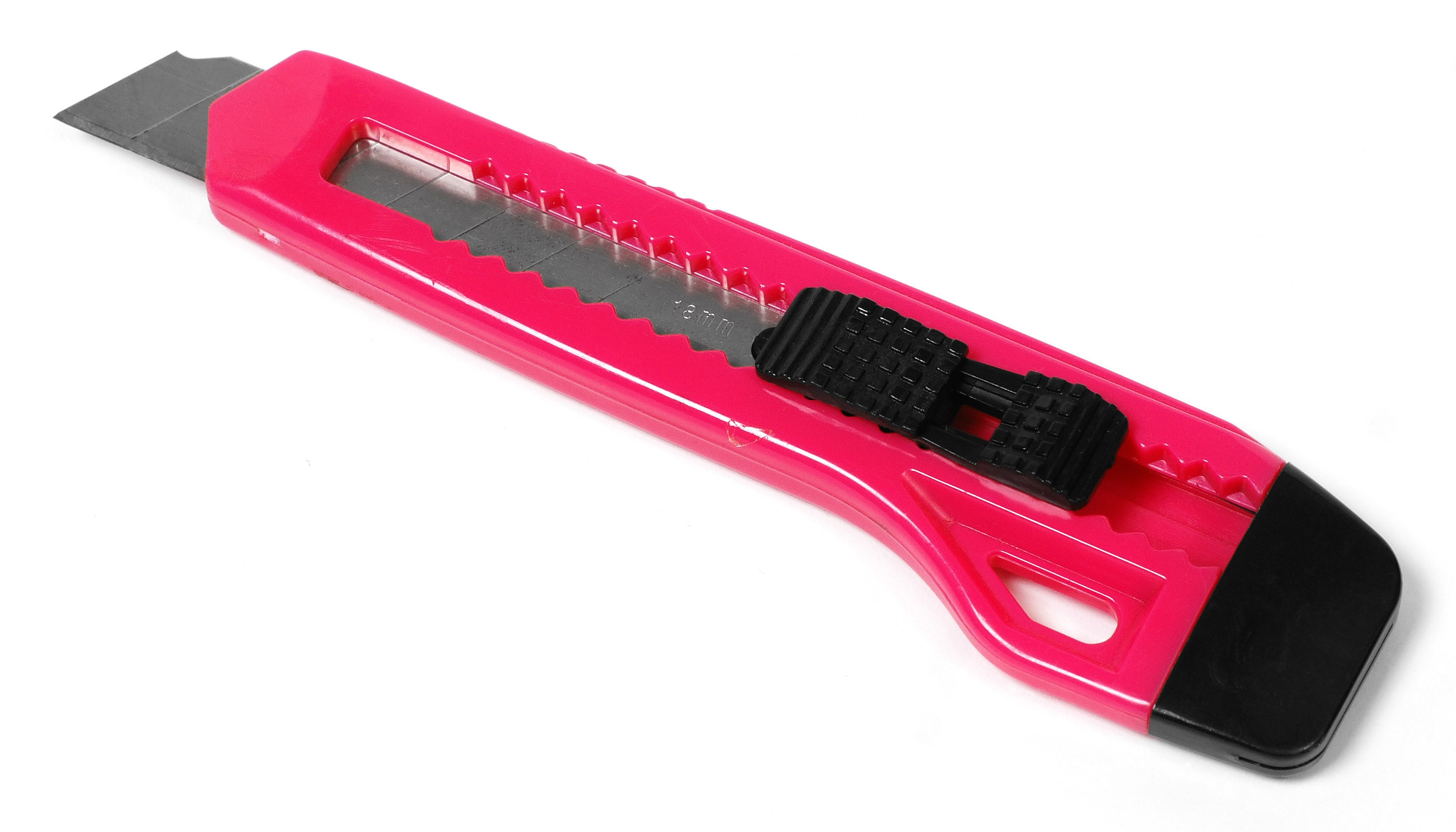
커터칼

커터칼은 1956년 일본의 오카다 요시오(岡田良男)가 만든 것으로 알려져 있으며, 종이를 자르는 일을 하던 중 판모양의 초콜릿의 칸 구분과 유리의 잘라진 면을 보고 영감을 얻었다고 한다. 커터칼 이전에는 칼이 무뎌지면 칼 전체를 버려야 하므로 불편함이 있었으나, 커터칼의 사용으로 칼끝만 부러뜨려 잘라내고 계속 사용할 수 있게 되었다. 오카다의 회사는 지금은 OLFA라는 회사로 운영되고 있으며, 칼날의 크기 등은 국제표준으로 호환성이 있다.

## 다양한 이름
영국, 오스트레일리아, 뉴질랜드, 네덜란드 등에서는 상표등록을 한 스탠리 워크(Stanley Works)社의 이름을 따라 스탠리 나이프(Stanley knife)라고 불린다. 이스라엘과 스위스에서는 일본 칼(Japanese knife)이라고 알려져 있으며, 포르투갈에서는 상표명인 X-Acto로 알려져 있다. 한국과 일본에서는 커터칼(카타 나이프 カッターナイフ)로 흔히 불린다.

## 한국에 알려진 커터칼 발명 이야기
한국에 커터칼 발명 이야기는 생활 속의 간단한 아이디어를 발명에 응용한 사례로 잘 알려져 있다. 그러나 대부분의 이야기는 1960년대를 배경으로 하고 있고, 니혼전사지의 직원 오모가 주인공으로 나와 있으며, 우표가 끊어지는 모양에서 커터칼의 아이디어를 얻는 등 국제적으로 알려진 내용과 다른 점이 있어 의아한 점이 있다.(오모의 이야기는 최근 KBS TV동화 행복한 세상에서 방영되기도 했다. 2009년 1월 13일. 1903화 '노력이 희망'편) 그러나 OLFA에서 공개된 커터칼의 탄생의 비하인드는 바로 깨진 유리컵을 조사하다 발견하였다고 공식적으로 적혀 있다.

## 같이 보기
- 에브리데이 캐리

## 참조
1. ↑  “OLFA - Birth of OLFA cutter”. 2008년 12월 22일에 원본 문서에서 보존된 문서. 2009년 1월 17일에 확인함.
2. ↑  TV동화 행복한 세상